# リアリークール航空
リアリークール航空（リアリークールこうくう、Really Cool Airlines）は、2023年3月に設立された、タイの新興航空会社である。経営スタイルはフルサービスキャリアとしており、2026年初旬にも、バンコク/スワンナプーム〜東京/成田線に就航予定としている。

## 就航都市
同社は主に国際線を運航する予定としており、国内線の運航は現時点で計画していない。
今後の就航路線には、東京、ソウル、ロンドン、パリなどが挙げられている。

## 日本との関係
同社は就航初期は日本路線へ注力する方針を示しており、東京/成田線を開設後、大阪/関西・名古屋/中部・札幌/新千歳への就航も計画している。

## 保有機材
同社はエアバスおよびボーイングとワイドボディ機の導入について協議を行っており、当初はタイ国際航空より、ボーイングB777−200ERをリースし、その後、最新鋭のエアバスA350を導入する計画。